# Pałac Jakuba Meissnera w Toruniu
Pałac Jakuba Meissnera w Toruniu (również Pałac Meissnerów) – klasycystyczna kamienica znajdująca się przy Rynku Staromiejskim 7 w Toruniu.
Kamienica została wzniesiona w 1739 roku. Należała ona do burmistrza toruńskiego i burgrabiego królewskiego Jakuba Meissnera. Jej projektantem był prawdopodobnie Jan Adam Bähr lub Włoch Jan Baptysta Cocchi. Została zbudowana na miejscu kilku parcel. Od sąsiednich kamienic patrycjuszowskich pałac wyróżniał się mansardowym dachem. Pierwotny wygląd pałacu jest znany dzięki rysunkowi Georga Friedricha Steinera.
Po II rozbiorze Polski kamienica przeszła na własność władz pruskich. W latach 1795–1797 w budynku mieściła się siedziba Rejencji Płockiej, a od 1798 roku urząd akcyzy pruskiej Królewskiej Dyrekcji Celnej i Podatkowej. W 1800 roku władze pruskie przeprowadziły znaczną przebudowę kamienicy. Późnobarokowa fasada została zastąpiona uproszczoną fasadą w stylu klasycystycznym. Autorem przebudowy był prawdopodobnie Krzysztof Heckert. Podczas prac w sposób znaczy zmieniono wygląd kamienicy. Od 1826 roku w budynku mieściła się siedziba Głównego Urzędu Celnego.
21 sierpnia 1929 roku budynek został wpisany do rejestru zabytków (A/520). Od sierpnia 1945 roku wojnie światowej w Pałacu przechowywało materiały archiwalne należące do Archiwum Państwowego. Ze względu na to, że siedziba Archiwum przy placu Rapackiego 4 nie spełniała niezbędnych warunków oraz była zbyt mała, archiwa była przechowywane jeszcze po 1960 roku. 1 lutego 1972 roku kamienica została przekazana Związkowi Harcerstwa Polskiego i otrzymała nazwę „Dom Harcerza”. Od 1 lutego 1987 roku działa w nim Ognisko Pracy Pozaszkolnej „Dom Harcerza”.